# Maciej Rywocki
Maciej Rywocki herbu Prus (zm. przed 1629) – polski pamiętnikarz, podróżnik, autor „Ksiąg peregrynackich”

## Pochodzenie rodziny
Rodzina Rywockich pochodziła z Rywocin koło Działdowa. W okresie reformacji rodzina przeszła na luteranizm. 
Ojciec Macieja, Stanisław Rywocki, właściciel Wielkiego Łęcka, w wieku przeszło 100 lat powrócił do katolicyzmu. Z czasem Rywoccy stali się gorliwymi katolikami. Maciej Rywocki został fundatorem i założycielem parafii w Wielkim Łęcku w 1612 roku. Jeden z jego synów Jan Rywocki (1599/1600-1666) wstąpił do zakonu Jezuitów i był znanym pisarzem nowołacińskim. Jego matka była rodzoną siostrą starosty działdowskiego Kaspra Birkhana.

## Podróże
Maciej Rywocki był dworzaninem króla Zygmunta III Wazy. Przebywał w Prusach Książęcych, przyczyniając się do wprowadzenia wolności wyznaniowej. Sławę zyskał jako autor „Ksiąg perygrynackich” (1584-1587, wyd. 1910), które opisują jego podróż do Włoch jako ochmistrz synów Stanisława Kryskiego (1536–1595), wojewody mazowieckiego - Feliksa (Szczęsnego) Kryskiego (zm. 1618), późniejszego kanclerza wielkiego koronnego i kasztelana zakroczymskiego i Wojciecha Kryskiego (zm. 1616), kasztelana sierpskiego, raciążskiego i płockiego.
Według biografii opublikowanej w 1962 roku przez Alojzego Kowalkowskiego, podróżował przez 7 lat po Niemczech, Morawach, Włoszech, Austrii i Hiszpanii. Był towarzyszem biskupa warmińskiego Szymona Rudnickiego w podróży po Włoszech. Podróż zaczęła się 2 listopada 1584 i trwała 3 lata. Podróżując po Niemczech i Austrii zwiedził Dillingen, Augsburg, Innsbruck, Wiedeń i Bremę. Następnie podróżował po Włoszech, zwiedzając Padwę, Ferrarę, Bolonię, Florencję, Sienę, Rzym, Loreto, Asyż, Ankonę i Wenecję. Podróż zakończyła się w Warszawie w sierpniu 1587 roku.

## Małżeństwo i potomstwo
Po powrocie do kraju osiadł jakiś czas w Krakowie, następnie ożenił się w wieku 45 lat z dziedziczką Sampławy koło Lubawy. Z małżeństwa urodziło się trzech synów: w tym Jan (1599/1600-1666), jezuita i pisarz nowołaciński, oraz trzy córki.

## Przejście na katolicyzm i założenie parafii
Przeszedłszy na katolicyzm podczas pobytu w Rzymie, przywrócił świątynię parafialną w Wielkim Łęcku.
Przez wiele lat walczył w celu przyznania równouprawnienia katolikom i uzyskał je dzięki poparciu króla Zygmunta III Wazy 3 marca 1610 roku. Po otrzymaniu listu i uzyskaniu pisemnej zgody wprowadził do odnowionej parafii księdza. 